# Pertlikite
La pertlikite (simbolo IMA: Plk) è un raro minerale del gruppo della voltaite; appartiene alla famiglia dei "solfati, cromati, molibdati e tungstati" e possiede composizione chimica K2(Fe2+,Mg)2(Mg,Fe3+)4Fe3+2Al(SO4)12 • 18H2O.

## Etimologia e storia
Il minerale prende il nome da Franz Pertlik, professore di mineralogia e cristallografia presso l'Università di Vienna in Austria, in riconoscimento del suo vasto lavoro sulla chimica cristallografica dei minerali.

## Classificazione
La classica 9ª edizione della sistematica minerale di Strunz, che è stata aggiornata l'ultima volta dall'Associazione Mineralogica Internazionale (IMA) nel 2009, elenca la pertlikite nella classe "7. Solfati (selenati, tellurati, cromati, molibdati, tungstati)" e da lì nella sottoclasse "7.C Solfati (selenati, etc.) senza anioni aggiuntivi, con H2O"; questa è ulteriormente suddivisa in base alla dimensione dei cationi coinvolti, in modo che il minerale possa essere trovato nella suddivisione "7.CC Con cationi di media e grande dimensione" in base alla sua composizione, dove forma il sistema nº 7.CC.25 con monsmedite, zincovoltaite e voltaite.
Tale classificazione viene mantenuta invariata anche nell'edizione successiva, proseguita dal database "mindat.org" e chiamata Classificazione Strunz-mindat, nella quale i membri del sistema 7.CC.25 cambiano leggermente: voltaite, magnesiovoltaite, zincovoltaite e ammoniomagnesiovoltaite.
Nella Sistematica dei lapis (Lapis-Systematik) di Stefan Weiß la pertlikite si trova nella classe dei "fosfati, arseniati e vanadati" e lì alla sottoclasse dei "solfati acquosi senza anioni estranei" dove, insieme ad alum-(K), alum-(Na), ammoniomagnesiovoltaite, lanmuchangite, lonecreekite, zincovoltaite e voltaite, forma il "gruppo dell'allume" con il sistema nº VI/C.14.
La classificazione dei minerali secondo Dana, che viene utilizzata principalmente nel mondo anglosassone, classifica la pertlikite nella classe dei "solfati, cromati e molibdati" e lì nella sottoclasse degli "acidi idrati e solfati". Qui forma il sistema nº 29.09.01 con pertlikite e voltaite, che si trovano all'interno della suddivisione degli "acidi e solfati acquosi con varie formule".

## Abito cristallino
La pertlikite cristallizza nel sistema tetragonale nel gruppo spaziale I41cd (gruppo nº 110) con i parametri reticolari a = 19,2080 Å e c = 27,2158 Å.

## Origine e giacitura
La pertlikite è stata trovata in rocce eruttive contenenti pirite, probabilmente formatasi dopo l'ossidazione della pirite. La paragenesi è con alunite, botriogeno, metavoltina e pirite.
Il minerale è molto raro ed è stato trovato solo nella sua località tipo, la miniera "Zagh" a Hajjiabad nello shahrestān di Zirkuh (Iran); nella "Grotta dell'allume" a Porto Levante (Sicilia, Italia); a Pécs-Vasas nella contea di Baranya (Ungheria); nella miniera "Anna" presso Aquisgrana (Renania Settentrionale-Vestfalia, Germania).
Ritrovamenti anche in Perù, Cile e Costa Rica.

## Forma in cui si presenta in natura
La pertlikite si presenta in cristalli di dimensioni fino a 1 cm. Il minerale è traslucido con lucentezza resinosa; il colore va dal verde oliva al nero, mentre il colore del suo striscio è verde-grigio.